# F-A (газоконденсатне родовище)
F-A — офшорне газоконденсатне родовище у Південно-Африканській республіці. Відноситься до нафтогазоносного басейну Bredasdorp, що простягнувся в Індійському океані уздовж південного узбережжя країни.

## Опис
Родовище виявили в 1980 році у 85 км на південь від Моссел-Бей. Колекторами є пісковики, сформовані в епоху ранньої крейди в умовах морського мілководдя.
В межах плану розробки тут встановили платформу, опорну основу («джекет») та модулі якої монтував плавучий кран великої вантажопідйомності Micoperi 7000 (в подальшому перейменований на Saipem 7000). Для закріплення «джекету» використовували палі великої довжини, що пояснювалось особливістю ґрунту: після перших 10 метрів твердих порід йшов 80-метровий шар м'яких глин. На час спорудження платформи F-A проживання персоналу організували на напівзануреному буровому судні Actinia, дообладнаному для цього на верфі Кейптауну.
Видобуток стартував у 1992 році з показником до 40 тисяч барелів нафтового еквівалента на добу. Конденсат та газ через два трубопроводи довжиною по 91 км подавались на берег, де споживачем виступало газохімічне підприємство Моссел-Бей, котре здійснювало виробництво синтетичного рідкого палива.
В подальшому платформа F-A використовувалась для прийому продукції інших родовищ басейну Bredasdorp, що дозволяло підтримувати загальний видобуток району на відносно стабільному рівні (так, станом на 2007 рік він становивив 4300 барелів конденсату та 4,5 млн м3 газу на добу):
- в 2000 році підключили родовище E-M;
- у 2007-му стартував проект South Coast Gas (SCG), котрий передбачав розробку ряду дрібних покладів, на кожен з яких бурилось по одній свердловині;
- в 2008 році організували подачу попутнього газу з нафтового родовища Sable;
- у 2014-му стартувала розробка родовища F-O.
Втім, можливо відмітити що з середини 2010-х років газохімічний комплекс все-рівно почав відчувати нестачу сировини.